# Vážany (Vyškov)
Vážany (in tedesco Waschan) è un comune della Repubblica Ceca facente parte del distretto di Vyškov, in Moravia Meridionale.